# Jurjen Koksma

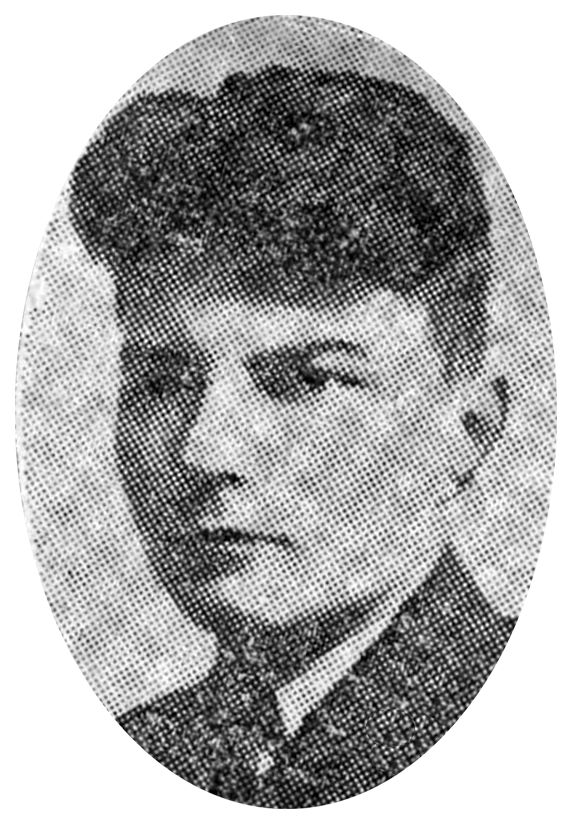
Jurjen Koksma, 1930

Jurjen Ferdinand Koksma (* 21. April 1904, Schoterland; † 17. Dezember 1964, Amsterdam) war ein niederländischer Mathematiker, der auf dem Gebiet der analytischen Zahlentheorie, insbesondere über Diophantische Approximation, arbeitete.

## Leben
Koksma promovierte 1930 an der Universität Groningen über das Thema Over stelsels Diophantische ongelijkheden (Über Systeme diophantischer Ungleichungen). Sein Doktorvater war Johannes van der Corput. Nach einem halbjährigen Aufenthalt in Göttingen wurde Koksma im Oktober 1930 Professor an der Freien Universität Amsterdam, wo er zusammen mit dem Physiker Johannes Gerardus Sizoo die neugegründeten Fakultäten für Mathematik und Physik aufzubauen begann. In den Jahren 1938 und 1953 war er Rector Magnificus der Freien Universität, 1954 Hauptorganisator des Internationalen Mathematikerkongresses in Amsterdam und von 1954 bis 1961 Sekretär der naturwissenschaftlichen Abteilung der Königlich-Niederländischen Akademie der Wissenschaften.
Im Jahr 1946 begründete Koksma mit den Mathematikern und Physikern van Dantzig, van der Corput, Kramers, Minnaert, Schouten das mathematische Zentrum (Mathematisch Centrum) in Amsterdam, welches heute Centrum Wiskunde & Informatica (CWI) heißt.
Koksmas bekanntestes Werk ist das Buch Diophantische Approximationen, welches 1936 in der Reihe Ergebnisse der Mathematik und ihrer Grenzgebiete beim Julius Springer Verlag in Berlin erschien und einen umfassenden Überblick des damaligen Forschungsstandes gab.
1939 führte er eine zu der von Kurt Mahler (der 1932 S, T, U Klassen definierte) äquivalente Klasseneinteilung reeller und komplexer Zahlen nach Transzendenzeigenschaften ein.
1942 bewies Koksma die nach ihm benannte Ungleichung, die 1961 von Edmund Hlawka auf mehrere Dimensionen verallgemeinert wurde und noch heute bei der Behandlung von numerischen Integrationsmethoden mit Quasi-Zufallszahlen eine große Rolle spielt (siehe auch Gleichverteilung modulo 1, Diskrepanz und Monte-Carlo-Algorithmus).
Zu Koksmas Schülern gehören Nicolaas Govert de Bruijn und Lauwerens Kuipers.
Jurjen Koksma hatte zwei Brüder, die auch Mathematiker waren: Jan Koksma (Promotion 1937 in Groningen) und Marten Koksma. Koksma heiratete 1933 Grietje van der Stouwe, sie hatten fünf Söhne und zwei Töchter.

## Schriften
Koksmas Publikationsliste enthält rund 50 mathematische Artikel, sowie sein Hauptwerk
- Diophantische Approximationen, Springer, Ergebnisse der Mathematik und ihrer Grenzgebiete, 1936 (Nachdrucke 1950, 1974, 2002)

und einen Konferenzband (zusammen mit Lauwerens Kuipers)
- Asymptotic distribution modulo 1, Nuffic International Summer School, 1962 (P. Noordhoff, Groningen 1964).

Aus dem Jahr 1930 stammen seine ersten beiden Schriften, nämlich die
- Dissertation: Over stelsels Diophantische ongelijkheden (137 Seiten) und die
- Antrittsrede an der freien Universität Amsterdam:  Benaderingsproblemen bij irrationale getallen (19 Seiten).

Koksmas Koautoren waren (in chronologischer Reihenfolge) Johannes van der Corput, Jan Popken, Barend Meulenbeld, István Gál (Steven Gaal), Paul Erdős, Raphaël Salem und Gerrit Lekkerkerker. Er schrieb zu ungefähr gleichen Anteilen auf Niederländisch, Deutsch, Französisch und Englisch – allerdings verwendete er Deutsch nur bis 1942 und Englisch erst ab 1943.